# Sent Giniés
Sent Giniés (en francès Saint-Geniès) és un municipi francès situat al departament de la Dordonya i a la regió de la Nova Aquitània.

## Demografia
| 1962                                       | 1968 | 1975 | 1982 | 1990 | 1999 | 2007 |
| ------------------------------------------ | ---- | ---- | ---- | ---- | ---- | ---- |
| 812                                        | 765  | 731  | 702  | 735  | 814  | 955  |
| Des de 1962: població sense dobles comptes |      |      |      |      |      |      |

## Administració
| Període   | Identitat           | Partit |
| --------- | ------------------- | ------ |
| 1995-2008 | Anne-Marie Bousquet |        |
| 2008-     | Michel Lajugie      | PCF    |

## Agermanaments
- Le Juch (Ar Yeuc'h)